# スヌーカージャパンオープン
スヌーカージャパンオープンは日本ビリヤード協会(NBA)、日本スヌーカー連盟(JSA)が主催する国際オープン戦。G1クラスに分類される。優勝者にはアダム・ジャパンより賜杯がなされるため、アダムカップとも呼ばれる。

## 歴史
2001年に初開催。スヌーカーがイギリスで盛んにプレイされているスポーツであることに絡み、「パスポートのいらない英国」と呼ばれるブリティッシュヒルズに設置されているスヌーカールームで決勝戦が行われた。

## 歴代優勝者
| 開催年 | 期間                 | 優勝者                                |
| ------ | -------------------- | ------------------------------------- |
| 2001   | 12月1日 ～ 12月2日   | 栗本高雄（ 日本）                     |
| 2002   | -                    | 栗本高雄（ 日本）                     |
| 2003   | -                    | 福田豊（ 日本）                       |
| 2004   | -                    | 福田豊（ 日本）                       |
| 2005   | 11月19日 ～ 11月20日 | 福田豊（ 日本）                       |
| 2006   | 12月2日 ～ 12月3日   | 福田豊（ 日本）                       |
| 2007   | 12月3日 ～ 12月4日   | 福田豊（ 日本）                       |
| 2008   | -                    | 福田豊（ 日本）                       |
| 2009   | -                    | 福田豊（ 日本）                       |
| 2010   | -                    | 桑田哲也（ 日本）                     |
| 2011   | -                    | 桑田哲也（ 日本）                     |
| 2012   | -                    | 桑田哲也（ 日本）                     |
| 2013   | -                    | 福田豊（ 日本）                       |
| 2014   | 11月16日             | 福田豊（ 日本）                       |
| 2015   | 12月12日 ～ 12月13日 | ニティワット・カンジャナスリ（ タイ） |
| 2016   | 12月3日 ～ 12月4日   | 水下広之（ 日本）                     |
| 2017   | 12月2日 ～ 12月3日   | 神箸渓心（ 日本）                     |